# György Lázár

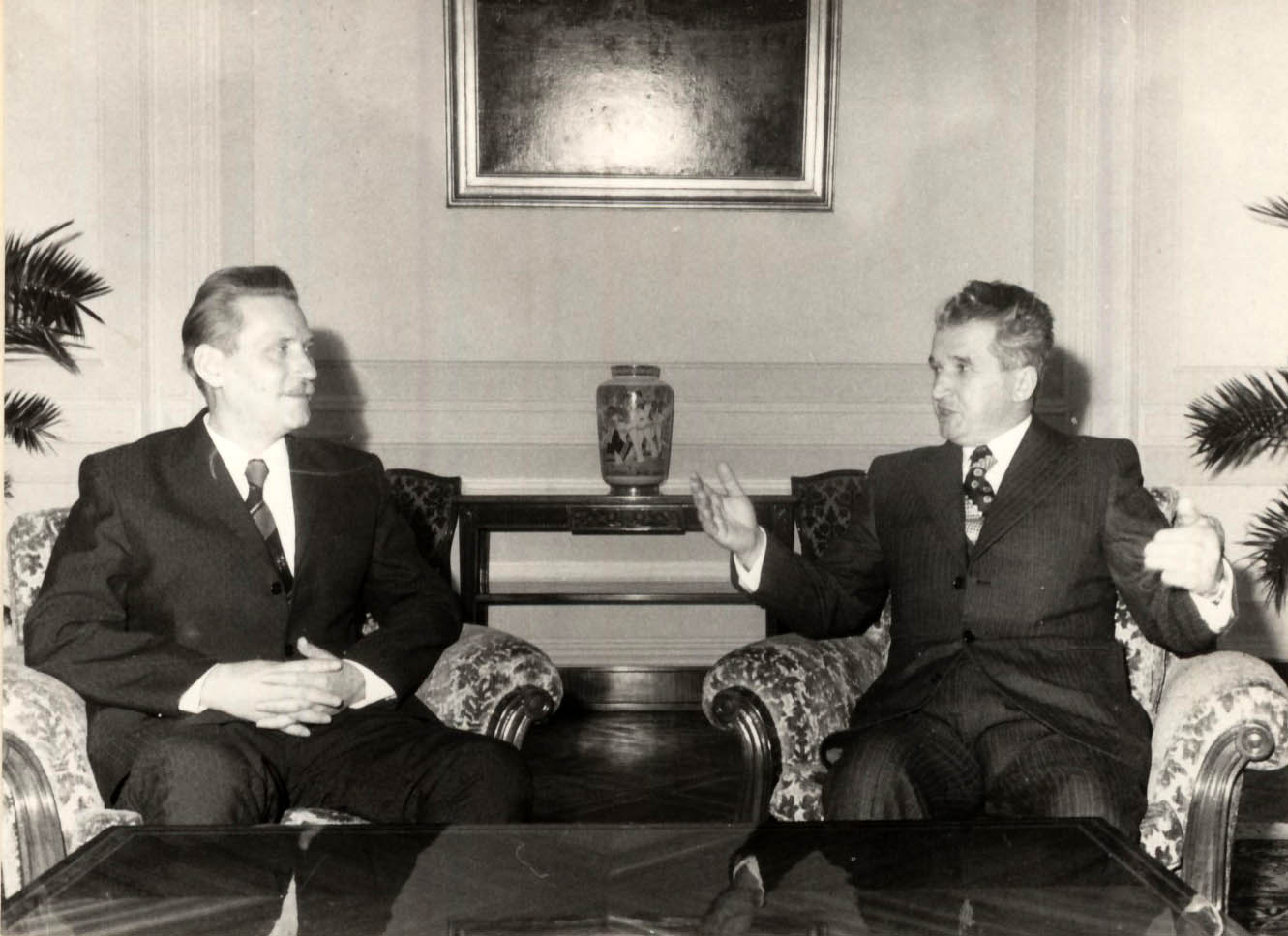
Lázár György met Nicolae Ceaușescu

György Lázár (Isaszeg, 15 september 1924 - Boedapest, 2 oktober 2014) was een Hongaars communistisch politicus en premier van Hongarije van 1975 tot 1987.

## Econoom en minister
De econoom Lázár werd in 1948 medewerker en staflid in de Nationale Planningscommissie. In 1953 klom hij op tot sectieleider en vervolgens, in 1958, tot plaatsvervangend voorzitter van de Nationale Planningscommissie. In 1970 werd hij minister van Werk en tevens lid van het Centraal Comité van de Hongaarse Socialistische Arbeiderspartij, waar hij al sinds 1945 lid van was. Van 1973 tot 1975 was hij plaatsvervangend premier, alsook voorzitter van de Nationale Planningscommissie.

## Premier en einde van het communisme
Op 15 mei 1975 werd Lázár als opvolger van Jenő Fock benoemd tot premier van Hongarije. Dit ambt oefende hij uit totdat hij op 25 juni 1987 door Károly Grósz werd afgelost. Tijdens zijn ambtstermijn was hij ook lid van het politbureau van het Centraal Comité van de Hongaarse Socialistische Arbeiderspartij. Nadat János Kádár als secretaris-generaal van het Centraal Comité werd afgelost door Károly Grósz, was Lázár van 1987 tot 1988 plaatsvervangend secretaris-generaal.
Van 1975 tot 1988 was Lázár afgevaardigde in het Hongaarse parlement.